# ایکوما سکیکاوا
ایکوما سکیکاوا (ژاپنی: 関川 郁万؛ زادهٔ ۱۳ سپتامبر ۲۰۰۰) یک بازیکن فوتبال اهل ژاپن است.
از باشگاه‌هایی که در آن بازی کرده‌است می‌توان به باشگاه فوتبال کاشیما آنتلرز اشاره کرد.